# Розумна тварина
Термін «розумна тварина» або «раціональна тварина» (лат. animal rationale або лат. animal rationabile) належить до класичного визначення людства або людської природи, пов'язаного з арістотелізмом.

## Історія
Хоча сам латинський термін походить зі схоластики, він відображає аристотелівський погляд на людину як на істоту, якій притаманне розумне (раціональне) начало. У «Нікомаховій етиці» I.13 Арістотель стверджує, що людина має раціональне начало (грец. λόγον ἔχον), окрім поживного життя, яке вона поділяє з рослинами, та інстинктивного життя, яке вона поділяє з іншими тваринами, тобто здатність здійснювати раціонально сформульовані проєкти. Ця здатність до обдуманої уяви була також виділена як визначальна риса людини в De anima III.11. Хоча Арістотель розглядав її як універсальну людську рису, це визначення стосувалося як мудрих, так і нерозумних, і жодним чином не передбачало обов'язкового здійснення раціонального вибору, на відміну від здатності його робити.
Філософ-неоплатонік Порфирій визначив людину як «смертну розумну тварину», а також вважав, що тварини мають власну (меншу) раціональність.
Визначення людини як розумної тварини було поширеним у схоластичній філософії. Католицька енциклопедія стверджує, що це визначення означає, що «у системі класифікації та визначенні, наведеному в Arbor Porphyriana, людина є субстанцією, тілесною, живою, чуттєвою та раціональною».
У Роздумі II із Роздумів про першу філософію Декарт розглядає та відкидає схоластичну концепцію «розумної тварини»:
|   | Чи міг би я сказати «розумна тварина»? Ні, бо тоді мені довелося б дослідити, що таке тварина, що таке раціональність, а це одне питання привело б мене вниз по схилу до інших, складніших |
| — | |

## Сучасне використання
Фройд, як і будь-хто інший, усвідомлював ірраціональні сили, що діють у людстві, але, тим не менш, він протистояв тому, що він називав «надто великим наголосом на слабкості его по відношенню до ідентифікації та наших раціональних елементів перед демонічними силами всередині нас».
Філософ-неокантіанець Ернст Кассірер у своїй праці «Нарис про людину» (1944) змінив визначення Арістотеля, щоб позначити людину як символічну тварину. Це визначення було впливовим у галузі філософської антропології, де його повторив Гілберт Дюран, і знайшло відгук у натуралістичному описі людини як примусового комунікатора.
Соціологи в традиції Макса Вебера відрізняють раціональну поведінку (орієнтовану на засоби) від ірраціональної, емоційної або плутаної поведінки, а також від традиційно орієнтованої поведінки, але визнають широку роль усіх останніх у житті людини.
Етнометодологія вважає, що раціональна людська поведінка представляє, можливо, одну десяту людського стану, залежну від дев'яти десятих базових припущень, які забезпечують основу для прийняття рішень щодо засобів.
У своїй статті «Нарис інтелектуального сміття» Бертран Рассел заперечує думку про те, що людина є раціональною, кажучи: «Людина — це раціональна тварина — принаймні мені так казали. Протягом довгого життя я старанно шукав докази на користь цього твердження, але поки що мені не пощастило натрапити на них».